# Comuna Snijna, Pohrebîșce
Snijna (în ucraineană Сніжна) este o comună în raionul Pohrebîșce, regiunea Vinnița, Ucraina, formată din satele Ozerna, Snijna (reședința) și Zadorojnie.

## Demografie
Componența lingvistică a satului Snijna
     Ucraineană (97,54%)
     Rusă (1,56%)
     Alte limbi (0,39%)
Conform recensământului din 2001, majoritatea populației satului Snijna era vorbitoare de ucraineană (97,54%), existând în minoritate și vorbitori de rusă (1,56%).